# Antonov An-8
Dimensions
L'Antonov An-8 (Code OTAN Camp) est un avion de transport biturbopropulseur moyen-courrier civil et militaire.

## Origine
À la fin de la Seconde Guerre mondiale l’URSS avait besoin d’un avion de transport moderne plus performant que le Lisunov Li-2 et plus gros que l’Iliouchine Il-12 en cours de développement. Après avoir envisagé divers projets Aeroflot et les V-VS se mirent d’accord sur un projet révolutionnaire en URSS et très ambitieux pour l’OKB Antonov, un cargo à rampe de chargement arrière, doté d’une voilure haute de grand allongement.
Avion cargo moyen courrier équipé de deux turbines à hélice Kuznetsov NK-6-TV-2 de 5 100 ch, l’Antonov An-8 fit son premier vol le 11 février 1956, le prototype étant présenté à Tushino la même année. Les turbomoteurs souffrant de problèmes de jeunesse, les 150 appareils de série produits à l'usine GAZ-34 de Tachkent jusqu'en 1961 reçurent des Ivchenko AI-20K (ex Kuznetsov NK-4) de 4 000 ch.

## Description
L'An-8 se présente comme un avion bimoteur à ailes haute, sans flèche avec une structure métallique. Son empennage haut permet de laisser place à la rampe d'accès et les trains d'atterrissage carénés augmentent la place dans la soute. le train principal est fait de quatre roues, le train avant est composé de deux roues jumellées. Ses deux Turbopropulseurs entrainent une hélice quadripale. Le dôme vitré se trouvant dans le nez abrite le navigateur et son radar de navigation.

## Versions
- An-8 : Transport militaire tactique.
- An-8B : Projet de toplivovoz, dont un prototype fut expérimenté en 1959.
- An-8F : Projet de classe volante de navigation proposé sans succès en 1960 à l'aviation militaire de l'URSS.
- An-8Iou : Prototype testé en 1963 avec de fusées d’assistance au décollage NIDA-159.
- An-8N : Transport commercial destiné à Aeroflot et aménagé pour 70 passagers.
- An-8P : Projet de version de lutte ASM proposé sans succès en 1958 à la marine militaire de l'URSS.
- An-8PS : Projet de version SAR proposé sans succès en 1958 à la marine militaire de l'URSS.

## Utilisateurs

### Utilisateurs militaires
- Union soviétique : La plupart des An-8 furent livrés à l'aviation militaire de l'URSS, équipés d'une tourelle de défense arrière dotée d’un canon de calibre 23 × 115 mm et avec un aménagement amovible permettant le transport de 48 hommes.

### Utilisateurs civils
- Union soviétique : Aeroflot n’utilisera finalement pas l’An-8N, dont les performances furent jugées insuffisantes et le fuselage non pressurisé inadapté à ses besoins. Un certain nombre d'appareils furent cependant utilisés sur le réseau cargo, le plus souvent provenant des surplus militaires.

## L'An-8 après 1991
Les observateurs occidentaux[Qui ?] pensaient l’An-8 disparu du ciel de l’URSS au moment de la dislocation de l’Union Soviétique. Il n’en était rien, et un certain nombre d’exemplaires restaient en service, tourelle arrière carénée, utilisés en particulier par des compagnies minières sibériennes. Certains de ces appareils ont trouvé une nouvelle jeunesse, en particulier dans les Émirats arabes unis, utilisés pour acheminer depuis les ports francs des produits électroniques vers les pays de l'ex-URSS ou l'Afrique. 5 exemplaires étaient toujours en service à Charjah en 1997. Antonov a retiré le certificat de navigabilité de cet appareil en 2004, mais plusieurs An-8 semblent toujours voler au Congo[Où ?][réf. nécessaire].
Le 24 octobre 2008 le site anglophone English Russia rapporte la découverte d'un An-8 semblant s'être écrasé dans la forêt non loin de Saint-Pétersbourg.